# António Bernardo da Costa Cabral
António Bernardo da Costa Cabral (Fornos de Algodres, 9 de mayo de 1803-Oporto, 1 de septiembre de 1889), primer conde y primer marqués de Tomar, más conocido simplemente por Costa Cabral, fue un político portugués que, entre otros cargos y funciones, fue diputado, par del Reino, consejero de Estado efectivo ministro del Ministerio de Justicia y Negocios Eclesiásticos, Ministerio del Reino y dos veces presidió el Ministerio (cargo equivalente al actual primer ministro). 

## Trayectoria
Miguel I, nombrado regente del reino portugués, intentó imponer su régimen absolutista frente al régimen constitucional de María II; ello implicó seis años de conflictos armados. Para resolver la situación, Pedro abdicó su trono brasileño en su hijo (que sería Pedro II de Brasil), y él se impuso por la fuerza, derrotó a don Miguel, que tuvo que firmar el Compromiso de Évora-Monte; y ello permitió restaurar la Constitución portuguesa de 1826 y el regreso al trono de María II.
Tras esta derrota de los absolutistas, esa política en el siglo XIX estuvo marcada por las ideas liberales, no sin problemas. Entre los grupos liberales había muchas discrepancias. De hecho, se dividieron entre los moderados y los progresistas; ambos grupos se enfrentaron ante la nueva constitución política portuguesa. Los progresistas —denominados Septembristas—, querían volver a la Constitución de 1821, más avanzada y aprobada por cortes constituyentes, pero los moderados —los Cartistas—, querían mantener la citada Constitución Portuguesa de 1826, otorgada por Pedro IV.
En esta coyuntutra, la reina María II, favorable a los Cartistas, entregó el poder a Costa Cabral, nombrándolo ministro de justicia. Defensor de la Revolución de septiembre de 1836, su conducta política evolucionó en un sentido muy moderado, y, después de nominado administrador de Lisboa, Costa Cabral fue el principal artífice de la disolución de la Guardia Nacional. Fue, a partir de 1841, gran-mestre de la Masonería.
Durante su primer mandato en la presidencia del ministerio, en un período que sería conocido como cabralismo, emprendió un ambicioso plan de reforma estatal, lanzando los fundamentos del moderno Estado portugués. Considerado un valido de la reina D. Maria II de Portugal, a pesar de sus orígenes modestos, fue hecho conde de Tomar y después elevado a marqués de Tomar. Pero Costa Cabral gobernó el país de forma dictatorial, provocando el descontento de la población, por lo que se desarrolló una nueva guerra civil de hondas consecuencias. Fue una de las figuras más controvertidas del período de consolidación del régimen liberal, admirado por su talento reformador, pero sospechoso y acusado de corrupción y nepotismo por muchos. Fue obligado a exiliarse en Madrid en la secuencia de la importante Revolución de Maria da Fonte, pues la reina tuvo que destituirlo y llamar al partido progresista para que gobernase.
Con todo, volvería pocos años después, demostrando una gran habilidad de recuperación y persistencia, a ocupar la jefatura del gobierno. La figura preponderante de este estadista en la política portuguesa durante la primera fase de la monarquía constitucional permite afirmar que en torno de ella, pese a sus sombras, giró la política de consolidación institucional del liberalismo que caracterizó el reinado de D. Maria II.

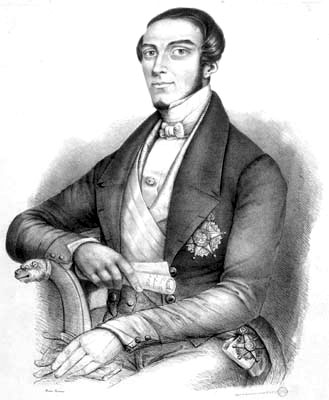
Litografía de Costa Cabral.

- Datos: Q130870
- Multimedia: Costa Cabral / Q130870